# Saint-Mars-sur-Colmont
Saint-Mars-sur-Colmont är en kommun i departementet Mayenne i regionen Pays de la Loire i nordvästra Frankrike. Kommunen ligger i kantonen Gorron som tillhör arrondissementet Mayenne. År 2022 hade Saint-Mars-sur-Colmont 440 invånare.

## Befolkningsutveckling
Antalet invånare i kommunen Saint-Mars-sur-Colmont
| Referens: INSEE |